# Kelechi Iheanacho
Kelechi Promise Iheanacho (* 3. října 1996 Owerri) je nigerijský profesionální fotbalista, který hraje na pozici útočníka za anglický tým Leicester City FC a za nigerijský národní tým.

## Klubová kariéra

### Manchester City
Iheanacho zahájil fotbalovou kariéru v roce 2011 v Taye Academy v nigerijském městě Owerri. V roce 2013 se dostal do nigerijského výběru na mistrovství světa do 17 let, kde v 7 zápasech vstřelil 6 gólů a přidal také 5 asistencí. Tímto výkonem zaujal mnohé evropské kluby, včetně Arsenalu, Sportingu či Porta. Nakonec podepsal předběžnou smlouvu s anglickým klubem Manchester City. Do něj přestoupil v říjnu 2014, když dosáhl 18 let. V roce 2013 získal ocenění pro nejslibnější talent roku v rámci CAF Awards.
Svůj profesionální debut odehrál 29. srpna 2015 v utkání Premier League proti Watfordu. Do zápasu nastoupil na poslední minutu z lavičky. Stejným způsobem zasáhl také do dalšího ligového kola proti Crystal Palace. V tomto zápase vstřelil svůj první profesionální gól a rozhodl o výhře klubu 0:1. 30. ledna 2016 v utkání FA Cupu proti Aston Ville vstřelil hattrick. Celkově v této sezoně nastřílel ve všech soutěžích 14 gólů a přidal 5 asistencí.
V následující sezóně nastoupil celkem ke 29 zápasům napříč soutěžemi. V utkání skupinové fáze Ligy mistrů UEFA odehrál celý zápas proti Celticu FC, v němž také skóroval, když vstřelil vyrovnávací gól. Celkem za sezónu nastřílel 7 gólů a přidal 3 asistence.

### Leicester City
V létě roku 2017 se Iheanacho přesunul za 25 milionů liber do klubu Leicester City. Debut za klub odehrál 11. srpna 2018 v ligovém utkání proti Arsenalu. Na svůj první gól za Leicester si však musel počkat až do října, když si v utkání EFL Cupu zapsal gól a asistenci proti Leedsu United. V této úvodní sezoně nastřílel celkem 9 gólů a přidal 4 asistence.
V sezóně 2019/20 se mu povedlo umístit s Leicesterem na 5. místě Premier League, díky čemuž se s týmem kvalifikoval do Evropské ligy UEFA. 5. listopadu 2020 vstřelil 2 góly a přidal asistenci při výhře 4:0 proti SC Braga. 14. března 2021 vstřelil hattrick v ligovém utkání proti Sheffieldu United. V březnu 2021 byl vyhlášen Hráčem měsíce Premier League.
18. února 2021 nastoupil k zápasu Evropské ligy UEFA proti českému týmu SK Slavia Praha. K odvetě kvůli vysokému počtu žlutých karet nenastoupil.

## Reprezentační kariéra
Iheanacho reprezentoval Nigérii v mládežnických kategoriích U17 a U20. Svůj debut v kategorii U17 odehrál na mistrovství Afriky do 17 let v roce 2013, kde vstřelil hattrick v utkání proti Kongu. Nigérie se probojovala až do finále turnaje, v němž podlehla na penalty Pobřeží slonoviny. S výběrem do 17 let se účastnil také mistrovství světa v roce 2013, kdy vstřelil 6 gólů a přidal 5 asistencí, díky čemuž byl vyhlášen nejlepším hráčem turnaje. Se svým týmem na tomto turnaji také zvítězil.
Za reprezentaci do 20 let odehrál pouze dva zápasy na mistrovství světa 2015, a to proti Brazílii a Maďarsku.
Debut v seniorské reprezentaci odehrál 13. listopadu 2015 v kvalifikaci mistrovství světa proti Svazijsku. Na mistrovství světa 2018 v Rusku nastoupil ke všem utkáním svého národního týmu.
Na začátku roku 2022 se zúčastnil Afrického poháru národů odloženého kvůli pandemii covidu-19. Duel Nigérie s Egyptem 11. ledna skončil výhrou Nigérie 1:0 a právě Iheanacho byl autorem vítězného gólu z „halfvoleje“.

## Úspěchy a ocenění

### Manchester City
- EFL Cup: 2015/16

### Nigérie U17
- Mistrovství světa do 17 let: 2013

### Individuální
- Nejlepší hráč mistrovství světa do 17 let: 2013
- CAF Awards – Nejslibnější talent roku: 2013, 2016
- CAF Tým roku: 2013 (jako náhradník)
- Mistrovství světa do 17 let – stříbrná kopačka: 2013
- CAF Africký pohár národů do 17 let – stříbrná kopačka: 2013
- Hráč měsíce Premier League: Březen 2021